# Pokémony
Pokémony lub pokemony (jap. ポケモン pokemon) – fikcyjne istoty stworzone przez studio Game Freak na potrzeby gier komputerowych Pokémon Red i Blue (1996), następnie pojawiające się w innych utworach tworzących franczyzę medialną Pokémon, na którą poza kolejnymi grami składają się m.in. filmy i seriale animowane (anime), komiksy (mangi) czy film aktorski. Pokémony mają różne kształty i rozmiary, istnieje ponad tysiąc ich gatunków – żyjących zarówno w dziczy, jak i pośród ludzi. Każdy gatunek charakteryzuje się unikatowymi mocami, które może wykorzystać w walce. Doświadczone osobniki mogą przeobrazić się w potężniejsze, inaczej wyglądające formy. Dzikie pokémony są łapane przez ludzkich trenerów do poké balli i trenowane do walki przeciwko innym pokémonom.

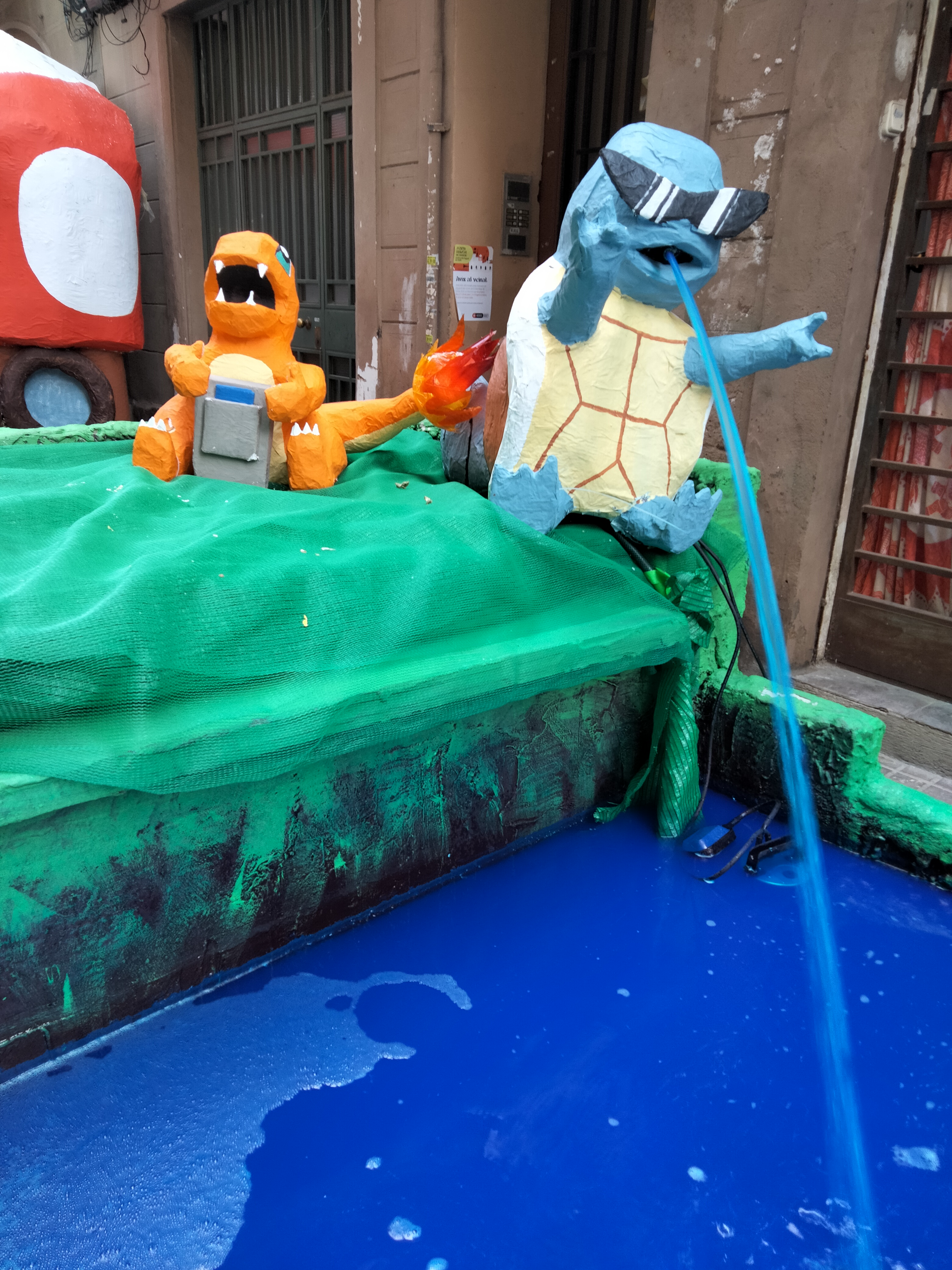
Maskotki przedstawiające popularne pokémony, Bulbasaura i Charmander

W związku z popularnością serialu animowanego słowo „pokemon” weszło do potocznej polszczyzny, w zależności od kontekstu oznaczając osobę m.in. ekstrawagancką, dziwną, brzydką albo nierozgarniętą.

## Nazwa
W oryginale stworzenia nazywają się ポケモン (pokemon), co jest skróconą formą od ポケットモンスター (poketto monsutā) – zapisanych katakaną angielskich słów pocket monsters. Nazwa „kieszonkowe potwory” wynika z faktu, że złapane pokémony mieszczą się do poké balli, często trzymanych przez trenerów w kieszeniach. W Japonii franczyza nazywa się Poketto monsutā, a słowo pokemon odnosi się przede wszystkim do stworzeń, bywa jednak także używane jako skrótowiec pełnej nazwy. Podczas licencjonowania serii na rynki anglojęzyczne i międzynarodowe zdecydowano się zastosować krótszą formę także w odniesieniu do tytułu. Licencjobiorca dodatkowo zmodyfikował ją poprzez dodanie akcentu ostrego nad literą „e”, żeby ułatwić wymowę odbiorcom anglojęzycznym i wskazać, że nie jest ona niema, a słowo należy wymawiać ˈpoʊ.kə.mɑn, nie ˈpoʊ.kiˌmɑn.

## Charakterystyka
Pokémony są stworzeniami o różnych kształtach i rozmiarach, żyjącymi w dziczy albo pośród ludzi. Istnieje ponad tysiąc ich gatunków klasyfikowanych według typów, np. ogniste, psychiczne czy smocze. Każdy typ ma naturalną przewagę nad innym, np. pokémon ognisty jest z natury bardziej podatny na ataki pokémona wodnego, ale silniejszy od trawiastego. Większość pokémonów wykluwa się z jaj. W grach komputerowych Pokémon Gold i Silver po raz pierwszy pojawiły się tzw. lśniące pokémony, różniące się od innych unikatowymi kolorami. Wiele gatunków pokémonów było inspirowanych prawdziwymi zwierzętami i roślinami, takimi jak kijanka szklanej żabki (Poliwag), drakonowate (Gorebyss), gąsienica papilio glaucus (Caterpie), gurami całujący (Luvdisc), ambystoma meksykańska (Mudkip), karmazyn żółtooki (Magikarp), bukietnica Arnolda (Vileplume), dzbanecznik (Victreebel), łuskowiec (Sandslash) czy tapir czaprakowy (Drowzee).

### Umiejętności
Każdy pokémon dysponuje określonymi umiejętnościami zależnymi od typu i gatunku, dzięki którym może walczyć przeciwko innym przedstawicielom swojego rodzaju. Walki pokémonów nigdy nie kończą się śmiercią, a jedynie osłabieniem przeciwnika. Wraz z doświadczeniem stworzenia mogą przeobrazić się w potężniejsze formy, przechodząc proces nazywany „ewolucją”, który można przyspieszyć przy pomocy specjalnych kamieni. W grach Pokémon X i Y dzięki takim kamieniom niektóre pokémony mogły przechodzić „megaewolucję” polegającą na tylko czasowym przeobrażeniu, po którym wracały do poprzedniej formy. Stworzenia mogą jednak zdecydować, że nie chcą się przeobrażać – chociażby Pikachu Asha Ketchuma z serialu animowanego przeciwstawiał się ewolucji w Raichu.

### Metody komunikacji
W głównej serii gier komputerowych pokémony wydają jedynie odgłosy charakterystyczne dla swojego rodzaju. W wydawanej w latach 1996–2003 mandze Pokémon: Pocket Monsters autorstwa Kōsaku Anakuba po raz pierwszy zaczęły komunikować się z ludźmi za pomocą ludzkiej mowy. W emitowanym od 1997 roku serial animowanym Pokémon niemal wszystkie stworzenia potrafią wypowiedzieć co najwyżej nazwę swojego gatunku, a nielicznymi wyjątkami są chociażby płynnie posługujący się ludzką mową Meowth z Zespołu R czy porozumiewający się z ludźmi telepatycznie Mewtwo. Popularność serialu – dla wielu odbiorców będącego jedynym znanym im utworem z franczyzy – utrwaliła poniekąd przekonanie, że pokémony nie potrafią mówić. 

### Niejednoznaczności
Pomimo tego, że od momentu premiery pierwszej gry w lutym 1996 roku mitologia serii jest bezustannie rozwijana, to od samego początku pewne jej aspekty nie zostały wyklarowane przez twórców. Nie wiadomo chociażby, czym żywią się dzikie pokémony albo czy ludzie jedzą ich mięso. Niejasna jest także kwestia współistnienia tych stworzeń i prawdziwych zwierząt, które z jednej strony co prawda sporadycznie pojawiały się w serialu animowanym, a z drugiej w ogóle nie występują w grach, w których to wzmianki o nich zawarte są tylko w opisach pokémonów w Pokédeksie.

## Relacje z ludźmi

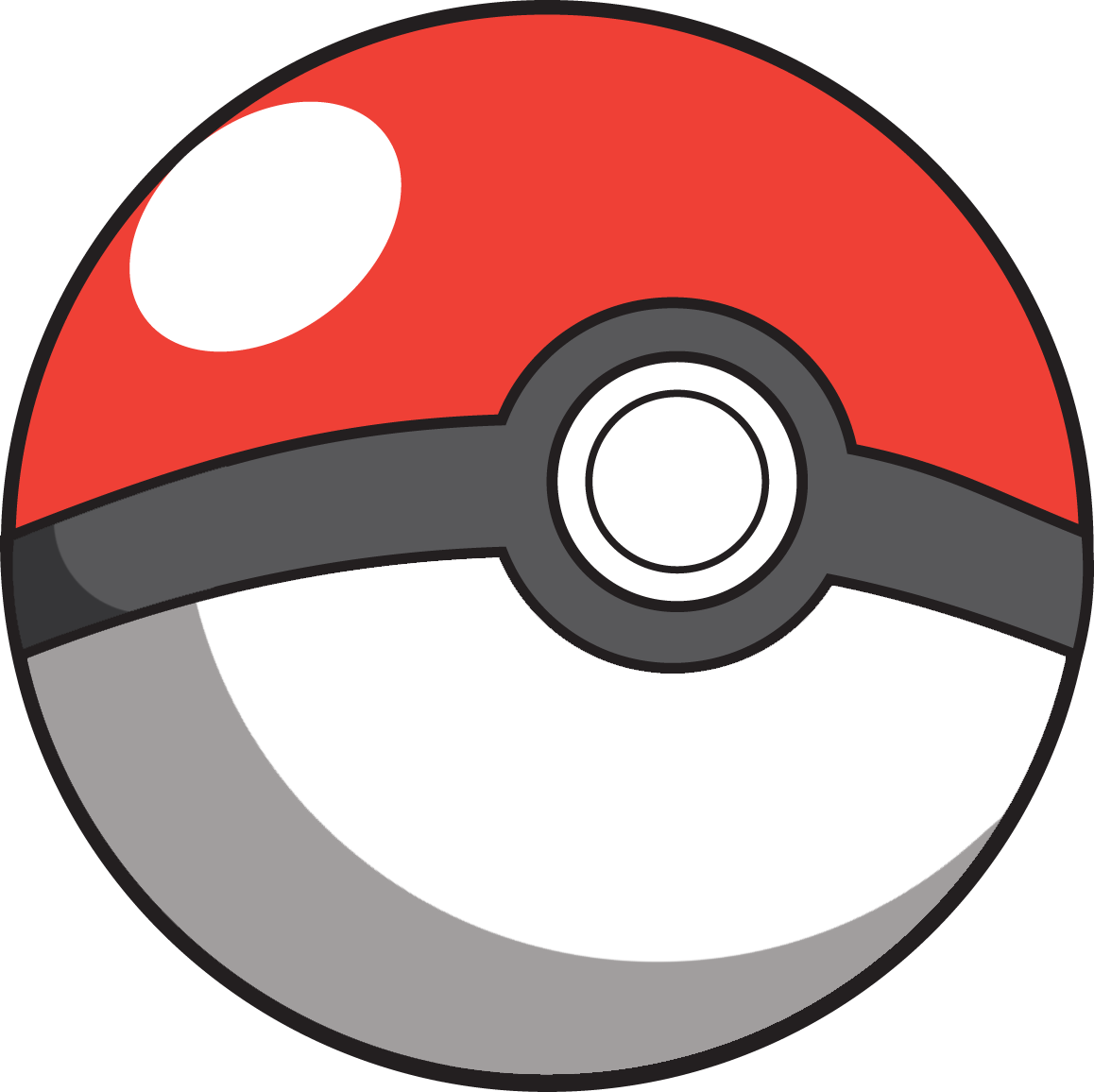
Poké ball

Człowiek może osłabić żyjącego w dziczy pokémona, przez co staje się on podatny na zamknięcie go w poké ballu – niewielkim okrągłym przedmiocie mogącym pomieścić każde tego typu stworzenie, niezależnie od jego rozmiaru. Właściciel pokémonów nazywany trenerem zajmuje się ćwiczeniem złapanych egzemplarzy, a następnie wystawia je do walk przeciwko innym. Najlepsi zdobywają odznaki po pokonaniu liderów sal treningowych w danym regionie. Trenerzy mogą także wystawiać swoje pokémony do uczestnictwa w turniejach, konkursach piękności i innych przedsięwzięciach polegających na rywalizacji albo współzawodnictwie.
Nie wszystkie pokémony są trenowane do walki – niektóre pomagają ludziom, nierzadko w związku z ich pracą, np. Chansey współpracują z pielęgniarkami, a Growlithe’y z policją. Fabuła filmu fabularnego Pokémon: Detektyw Pikachu z 2019 roku rozgrywa się w Ryme City, w którym to mieście pokémony żyją na równi z ludźmi. Nie są one ich własnością, a niektóre podejmują pracę – chociażby Machamp kieruje ruchem drogowym.
W grach komputerowych Pokémon Diamond i Pearl wspomniano, że dawniej ludzie i pokémony byli tacy sami i na tyle sobie bliscy, że nawet zawierali ze sobą małżeństwa. W wydaniach anglojęzycznych wzmiankę tę usunięto, jako przykład zażyłych relacji pomiędzy ludźmi i pokémonami podając nie śluby, a wspólne jedzenie przy jednym stole.